# Gustavia gracillipes
Gustavia gracillipes är en tvåhjärtbladig växtart som beskrevs av Reinhard Gustav Paul Knuth. Gustavia gracillipes ingår i släktet Gustavia och familjen Lecythidaceae.
Artens utbredningsområde är Colombia. Inga underarter finns listade i Catalogue of Life.